# 奥罗佩萨
奥罗佩萨（西班牙語發音：[oɾoˈpesa]），是西班牙卡斯蒂利亚-拉曼恰托莱多省的一个市镇。总面积337平方公里，总人口2804人（2001年），人口密度8人/平方公里。